# Constantin François Chassebœuf de Volney

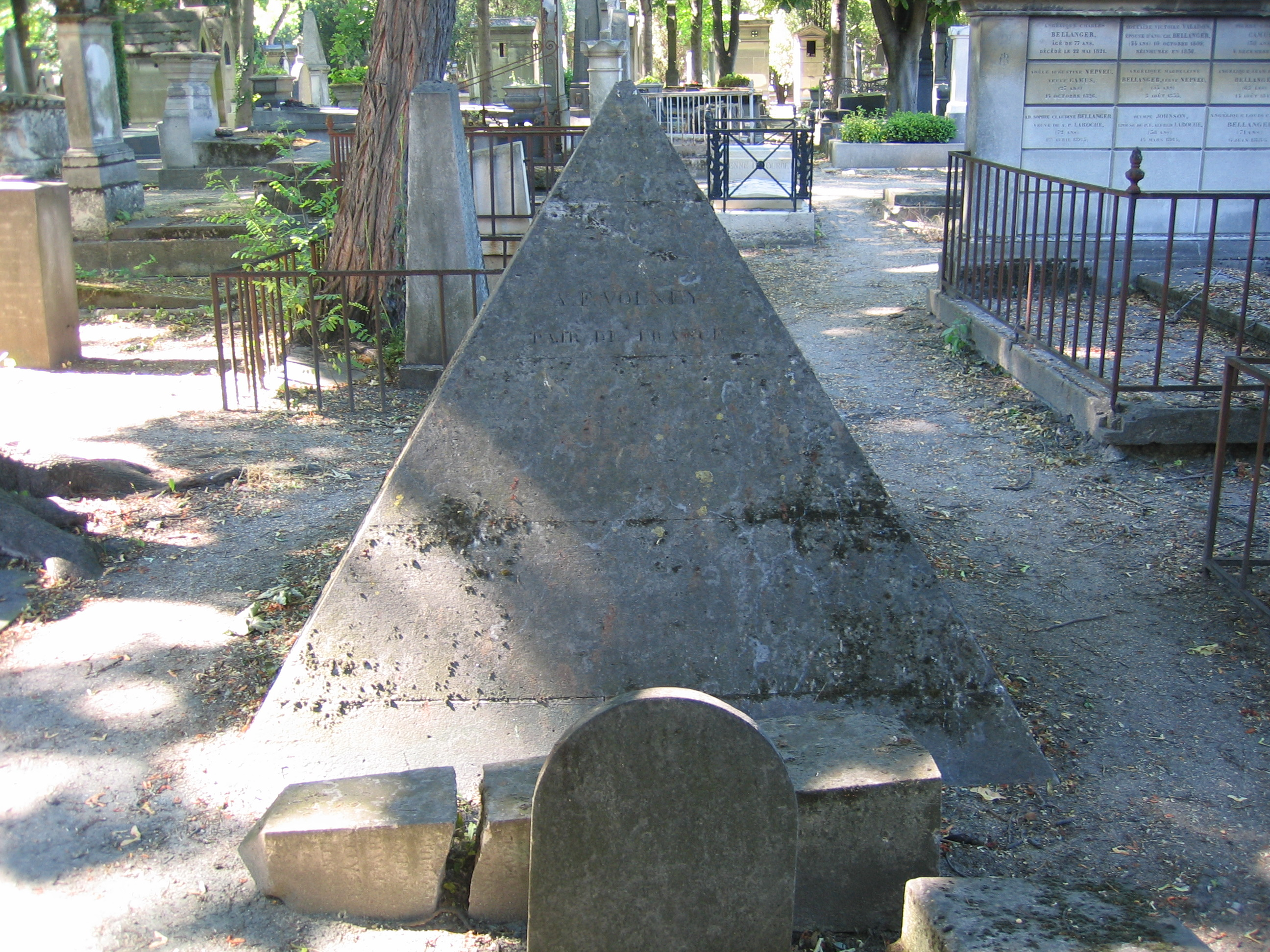
Volneys grav på Père-Lachaise-kyrkogården i Paris.

Constantin François Chassebœuf, greve de Volney, född 3 februari 1757 i Craon, Maine-et-Loire, död 25 april 1820 i Paris, var en fransk skriftställare, filosof, historiker, orientalist, forskningsresande, och politiker.

## Biografi
Constantin François Chassebœuf tillhörde en välbärgad familj, och idkade juridiska, medicinska och historiska studier i Paris. Han uppträdde som skriftställare med bland annat Mémoire sur la Chronologie d’Hérodote varmed Claude Adrien Helvétius knöt honom till kretsen runt sig, och uppmuntrades av Holbach och andra materialistiska tänkare. 1782-86 en företog han en färd i Orienten i syfte att lägga en vetenskaplig grundval för kronologin för att på denna väg gendriva bibelns traditioner
Sedan han lärt sig arabiska i ett kloster på Libanon, levde han bland arabstammar, vanderade genom Syrien och Egypten samt delgav sina ytterst noggranna iakttagelser i Voyage en Syrie et en Égypte (2 band, 1787). I sin skrift Considérations sur la guerre des turcs et de la Russie (1788) yrkade han på att Frankrike borde bemäktiga sig Egypten. Ledamot av tredje ståndet vid 1789 års ständerförsamling och sedan av konstituerande nationalförsamlingen, tog Volney första initiativet i frågan om indragning av kyrkogodsen. Volney slog sig 1792 för en tid ned på Korsika 
och införde där odlingen av sockerrör och indigo. 
Hans opposition mot skräckväldets män ledde till att han kastades i fängelse 1793, men han undgick giljotinen och frigavs efter Robespierres fall (juli 1794). Han var därefter ett år lärare i historia vid den nyupprättade Ecole normale, men emigrerade 1795, trött vid revolutionens hopplösa vändning, till Nordamerika. Där misstänktes han för att vara fransk spion och verka för att Frankrike skulle överta Louisiana. Återkommen till Frankrike 1798, gjordes han av Napoleon Bonaparte 1799 till senator och upphöjdes i grevligt stånd 1808. 1814 utnämndes Volney till pär av Frankrike. Av Institut de France blev Volney ledamot vid dess stiftande, 1795. Han donerade ett pris att utdelas årligen av Institutet för ett framstående arbete om österländska språk. 1803 invaldes han i franska akademien (stol 24).

## Verk
Volneys ryktbaraste arbete var Les ruines, ou meditations sur les revolutions des empires (1791; "Ruinerna eller reflectioner öfver rikshvälfningarne", 1800), i vilket han satte kulturutvecklingen i belysning av den materialistiska tidsfilosofins och bland annat ville ådagalägga att alla religioner var skapelser av fruktan hos folket och beräkning hos prästerskapet. Bland Volneys övriga arbeten märks La loi naturelle, ou catéchisme du citoyen français (1793; "Den naturliga lagen", 1831), ett försök till en materialistisk sedelära, Tableau du clìmat et du sol des Etats-Unis d’Amérique (2 band, 1803), Recherches nouvelles sur L’histoire ancienne (3 band, 1814) samt Simplification des langues orientales (1795) och L’alphabet européen appliqué aux langues asiatiques (1818).
Volneys Oeuvres complètes utgavs i 8 band 1820 -26 (ny uppl. 1837), hans Oeuvres choisies i 6 band 1827 (ny uppl. 1846).